# Dysmorphophobie
 Mise en garde médicale
La dysmorphophobie, dysmorphobie  ou trouble dysmorphique corporel (TDC) (BDD, body dysmorphia disorder en anglais) est un trouble mental caractérisé par une idée obsessive qu'une partie de son corps, voire son corps au complet, est rempli de défauts. La personne utilise donc des moyens extrêmes afin de cacher ou d'améliorer ces défauts.
Le trouble dysmorphique corporel est classé comme un trouble somatoforme et le DSM-5 classe le TDC dans le spectre obsessionnel-compulsif et le distingue de l'anorexie mentale. Craignant d'être stigmatisées par la vanité, ces personnes cachent généralement leur préoccupation par rapport à ce trouble. Généralement insoupçonné même par les psychiatres, le TDC a souvent été sous-diagnostiqué.

## Définitions
Ce terme a été créé par le psychiatre italien Enrico Morselli, en 1891 : Sulla Dismorfofobia et Sulla Tafefobia due forme nonperance descritte di Pazzia con idee fisse.
Morselli était un correspondant de Sigmund Freud. La dysmorphophobie est aussi parfois appelée « hypocondrie »  ou BDD (Body Dysmorphic Disorder) par des médecins américains. Cependant, la dysmorphophobie n'est pas de l'hypocondrie.
Pour le psychanalyste, la dysmorphophobie traduit « une absence de symptôme ». Il convient donc d'écouter le sujet lorsqu'il tente de construire un « symptôme » qui peut ensuite être analysé.
Pour les psychiatres rédacteurs des DSM successifs, c'est un trouble psychologique caractérisé par une préoccupation ou une obsession excessive concernant un défaut dans l'apparence, fût-ce une imperfection légère réelle (problème de poids, grand nez, peau marbrée, rides, acné, cicatrices), voire délirante. Pour les psychanalystes, ces manifestations constituent une forme d'invasion par le réel traumatique (une forme de jouissance)[Quoi ?].
Pour K. Phillips, qui s'est spécialisée dans l'étude et le traitement de cette maladie, c'est une maladie à part entière, fréquente, de l'ordre de 1 % de la population, méconnue, et très douloureuse dans les cas sévères. Elle a présenté ses études et ses traitements dans un ouvrage, « Broken mirror », en langue anglaise. Le psychiatre français, Pr J.Tignol, valide et divulgue ses travaux dans un ouvrage intitulé « Les défauts physiques imaginaires » et dans une publication en 2012, avec ses collègues.

## Épidémiologie
On estime que le TDC affecte de 0,7% à 2,4% de la population, et concerne de manière équivalente les deux sexes. Selon d'autres sources, la dysmorphophobie concerne 1,7 à 2,9 % de la population générale et touche majoritairement les femmes.
Chez les hommes, le trouble se caractérise souvent par la perception que le corps est trop petit, pas assez musclé (dysmorphie musculaire). À l'opposé, les femmes atteintes du TDC se voient plus grosses que ce qu'elles sont réellement.

## Signes et symptômes
Le trouble dysmorphique corporel présente plusieurs signes et symptômes différents. Les personnes atteintes de ce trouble ont tendance à voir sur leur corps des minuscules défauts ou imperfections qui semblent ne pas paraître aux yeux des autres . S'ajoute à cela l'impression d'être déformé(e) ou laid(e) à cause de ces mêmes défauts physiques . Ces imperfections peuvent se retrouver au niveau de la forme du corps, de l'apparence de la peau, des cheveux, ou même au visage, comme le nez, les lèvres, les oreilles, etc . Plusieurs signes sont associés au TDC, tel que l'évitement de miroir, la recherche constante de se faire rassurer, des pensées obsessives par rapport à son apparence physique, regarder son corps répétitivement, s'arracher de la peau et plusieurs autres .
Les premiers symptômes apparaissent à l'adolescence mais le diagnostic est souvent fait vers la trentaine.

## Conséquences
Il y a plusieurs complications causées ou reliées à ce trouble. Beaucoup de personnes atteintes de ce trouble s'isolent et ont une faible estime d'elles-mêmes. Deux des conséquences les plus graves du TDC sont la dépression majeure et des pensées ou des comportements suicidaires. D'autres font de l'anxiété, plus particulièrement de l'anxiété sociale, car leurs défauts sont exposés. Le trouble dysmorphique corporel peut malheureusement mener à des troubles alimentaires et d'autres troubles de santé. Finalement, il peut causer des douleurs physiques ou des risques de défiguration à la suite d'interventions chirurgicales répétées .
Le principal facteur de risque est l'abus émotionnel ou sexuel de l'enfance ou le harcèlement scolaire.
Ces idées fixes peuvent engendrer une dépression sévère ou des tentatives de suicide. Les individus souffrant de ces obsessions ont la certitude inébranlable d'avoir le visage ou une partie de leur corps monstrueux. Ils ont une image dégradée et déformée d'eux-mêmes et des craintes déraisonnables de rejet à cause de l'interprétation qu'ils font de leur apparence et du regard des autres. Ils demandent fréquemment à recourir à la chirurgie esthétique ou à la dermatologie.
Les médecins reconnaissent deux formes de cette maladie : une forme accompagnée d'hallucinations et une forme sans hallucination. Différencier les deux structures névrotiques et psychotiques est primordial. Cependant, il n'y a qu'une écoute attentive de longue durée qui permet d'écarter le diagnostic d'une psychose pour un patient ne présentant pas d'autres signes. Selon le Manuel diagnostique et statistique des troubles mentaux (DSM-IV), les patients (hommes et femmes) développent des pratiques rituelles compulsives pour couvrir leur(s) défaut(s). Pour les psychanalystes, ces pratiques enrichissent le tableau clinique et permettent parfois au sujet d'appréhender la cause de son malaise. Ces pratiques peuvent être le point de départ pour l'invention d'un symptôme analysable.
Les malades peuvent rester un temps considérable en face d'un miroir pour tenter de se rassurer mais l'effet est souvent inverse. En effet, selon Lacan, l'agressivité face à sa propre image fait partie d'une étape constitutive du sujet mais l'engluement spéculaire ne permet pas en soi une sortie du cycle vicieux de cette jouissance solitaire (la jouissance pour un psychanalyste lacanien fait référence à une répétition « au-delà du principe du plaisir »). Les individus souffrant de ces phénomènes cherchent de manière compulsive des médecins, des médicaments ou ont recours à la chirurgie plastique. Ils peuvent parfois aller jusqu'à utiliser des méthodes dangereuses pour améliorer leur apparence. Certains peuvent pratiquer l’auto-chirurgie, et certains se suicident. Or les causes ne sont généralement pas liées à l'image en elle-même. K. Phillips décrit abondamment les divers comportements observables : les obsessions de laideurs visuelles qui peuvent durer des heures, le rituel du miroir, le camouflage, la pratique des chirurgies esthétiques, le secret, la honte, l'isolement. Le malade peut se replier et se couper de tout environnement, de sorte que sa qualité de vie est altérée, jusqu'à l'impossibilité d'assurer ses besoins vitaux quotidiens, se nourrir, faire les courses, le ménage…
Parfois, un échec, une rupture ou une trahison amicale conduisent un individu jeune à se focaliser sur un défaut et à se persuader qu'il est la cause de toute sa souffrance. Le détail physique devient l'argument pour refuser les relations avec les autres, surtout quand il s’agit de séduire. Parfois, la dysmorphophobie s'enracine dans la peur de la sexualité. Leur défaut ou laideur imaginaire leur permettra de se protéger de la confrontation aux choix sexuels. Cette détresse est parfois mal comprise par les parents. Pourtant, il ne faut surtout pas minimiser la douleur et le mal-être profond. L’adolescent a besoin d'écoute et s'il s'agit d'un tracas passager, et non de la dysmorphophobie proprement dite, il peut s’atténuer de lui-même grâce à la maturité et la confiance acquise peu à peu en grandissant.

## Traitement
Le traitement est souvent difficile, mais des médicaments tels que les antidépresseurs sérotoninergiques (ISRS - Inhibiteur sélectif de la recapture de la sérotonine, comme la fluoxétine ou la clomipramine) soulagent l'individu pendant un temps mais avec un risque de récidive à l'arrêt du traitement.
Parmi les méthodes rééducatives, la psychomotricité et les thérapies cognitivo-comportementales peuvent être mises en place.
Lorsque la dysmorphophobie s'inscrit dans la durée, elle s'accompagne d'un isolement social progressif et destructeur de la qualité de vie, une prise en charge d'un professionnel est nécessaire.

### Prise en charge thérapeutique spécialisée
Une approche importante dans le traitement de la dysmorphophobie repose sur l'accompagnement par un thérapeute spécialisé. Ce professionnel, formé à la compréhension des spécificités du trouble dysmorphique corporel, peut offrir un soutien adapté et guidé. La thérapie vise à explorer les pensées, les croyances et les comportements de la personne affectée, afin de développer des stratégies pour gérer et atténuer les symptômes liés à la perception déformée de son image corporelle. Les méthodes thérapeutiques peuvent inclure la thérapie cognitivo-comportementale, qui s'est révélée particulièrement efficace pour modifier les schémas de pensée négatifs et les comportements compulsifs liés à la dysmorphophobie. Cette prise en charge ciblée peut aider les individus à améliorer leur estime de soi et à réduire l'impact du trouble sur leur qualité de vie.